# Suluk, Syria
Suluk  hoặc Saluq (tiếng Ả Rập: سلوك) là một thị trấn và nahiyah trong huyện Tell Abyad của Tỉnh Raqqa ở Syria. Suluk nằm sát biên giới với Thổ Nhĩ Kỳ. Dân số của thị trấn chủ yếu là người Ả Rập. Chính quyền Thổ Nhĩ Kỳ tuyên bố dân số của thị trấn chủ yếu là Turkmen, trong khi nahiyah bao gồm chủ yếu là người Turkmen và Ả Rập.
Vào tháng 6 năm 2015, Suluk đã được các đơn vị bảo vệ nhân dân người Kurd (YPG) tiếp quản trong quá trình tấn công Tell Abyad của họ. Nhà báo Roy Gutman có trụ sở ở Istanbul tuyên bố YPG đã bị buộc tội ngăn chặn sự trở lại của cư dân, "san bằng" các làng lân cận, và "thanh lọc sắc tộc" của người Ả Rập. Họ đã bác bỏ những cáo buộc này, gọi chúng là "thiên vị, không chuyên nghiệp và chính trị hóa".
Vào ngày 27 tháng 2 năm 2016, các chiến binh của nhóm khủng bố Nhà nước Hồi giáo đã tấn công Suluk, ngôi làng Hammam tại ‑ Turkuman và Tall Abyad. Tại thời điểm này, các thị trấn không còn trực tiếp ở phía trước lãnh thổ do ISIL nắm giữ nữa và các chiến binh thánh chiến đã có thể trục xuất các Đơn vị Bảo vệ Nhân dân người Kurd trong cuộc tấn công bất ngờ này từ Suluk và Hammam at-Turkuman. Lực lượng an ninh người Kurd đã sớm có thể bao vây những kẻ tấn công  và chiếm lại các ngôi làng vào ngày 3 tháng 3 năm 2016. Việc giải phóng đã đến quá muộn đối với 15 thường dân ở Hammam at-Turkuman, được các chiến binh thánh chiến xử tử với trách nhiệm "Từ chối hợp tác với IS và giúp đỡ YPG trước đó".
Theo Đài quan sát nhân quyền Syria, 70 máy bay chiến đấu của Nhà nước Hồi giáo và 20 máy bay chiến đấu của người Kurd đã thiệt mạng trong các cuộc đụng độ.
Người phát ngôn của YPG, Redur Xelil, cáo buộc Thổ Nhĩ Kỳ ủng hộ những kẻ khủng bố vì một số trong số chúng xâm nhập từ biên giới Thổ Nhĩ Kỳ ở phía bắc. Thổ Nhĩ Kỳ phủ nhận những lời buộc tội.
Vào đầu thế kỷ 13, dưới thời Ayyubid, nhà địa lý thời trung cổ Yaqut al-Hamawi đã lưu ý rằng Suluk là "một thị trấn của Syria".